# Guillem Cors
Guillem de Cors (Principat de Catalunya, segle XIV - Principat de Catalunya, segle XIV) fou un escultor i arquitecte català, actiu a Girona el primer terç del s. XIV.
Junt amb Jaume de Faveran o Faberan dirigia les obres de la catedral gòtica de Girona, en morir aquell el 1330, Cors continuà la direcció acabant el presbiteri i la major part de capelles que l'envolten, verificant-se el 12 de març de 1347 el trasllat de l'altar major, des de l'església romànica a l'actual.
Segons un document trobat en l'arxiu de la catedral per mossèn Fita, Guillem de Cors gaudia d'un jornal de tres sous per dia laborable i una gratificació anual de 100 sous, abonables per Nadal.
Alguns estudiosos el suposen autor de l'estàtua de Sant Carlemany, llaurada el 1345.